# Protocenobio di Jure Vetere
Il protocenobio di Jure Vetere, nota anche come l'abbazia di Jure Vetere (o Fiore Vetere), ovvero come Protomonastero di Jure Vetere o proto Domus Mater florense era un monastero che sta alla base della fondazione dell'Ordine Florense fondato dall'abate Gioacchino da Fiore tra il 1189 e il 1191. Fu distrutta da un incendio nell'estate del 1213, dopo un tentativo di ripristino venne in seguito abbandonata insieme alle altre strutture erette sul sito. Si trova in località Jure Vetere Sottano in agro del comune di San Giovanni in Fiore nel Parco Nazionale della Sila.

## Storia

### Realizzazione dell'abbazia

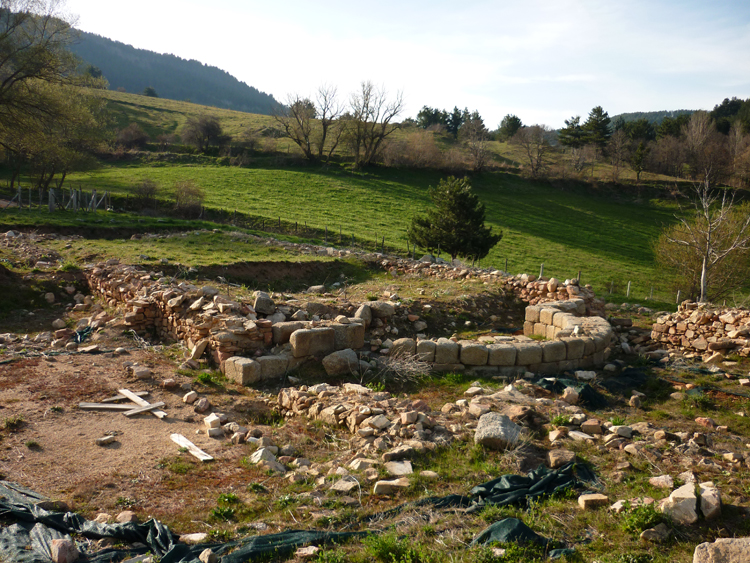
Gli scavi archeologici di Jure vetere che hanno riportato alla luce in vecchio protocenobio

Nella località di “Iure Vetere” Gioacchino fondò quella che sarà la sua prima abbazia. Cominciata nel 1189 e terminata in data antecedente al 21 ottobre 1194 era ubicata in un luogo perfetto secondo Gioacchino, ove regnasse la pace e la tranquillità, e dove si potesse rigenerare la spiritualità perduta. Assieme al monastero vennero realizzate anche delle dipendenze a utilizzo dei monaci alla quale vennero affidate terre per la coltivazione e il pascolo. La realizzazione del nuovo monastero non fu semplice, soprattutto “perché si dovettero combattere le controversie con i monaci Basiliani del vicino Monastero dei Tre Fanciulli, in quanto questi ultimi si servivano delle terre donate all'abate, per farvi pascolare i loro greggi”-
Cominciate a realizzare le prime fondamenta, Gioacchino nel 1198 si recò a Palermo presso la corte di Costanza, vedova da poco del re Enrico VI, che in precedenza aveva concesso all'abate, il diritto di utilizzo e di pascolo delle terre della Sila, per cercare conferma di protezione e donazione da parte del regno. L'approvazione di Costanza, ufficializzò la realizzazione dell'Abbazia. Gioacchino non vide mai completarsi definitivamente la sua opera.
L'Abate, infatti non aveva fatto i conti con le difficili condizioni climatiche del luogo prescelto, che in concomitanza dei continui viaggi che intraprendeva in Sicilia e nel resto della Calabria, alla ricerca di consensi per il suo operato e per diffondere il suo pensiero, gli costarono gravi malanni, l'ultimo dei quali, nel 1202, fu letale. Morì infatti il 30 marzo del 1202 a Pietrafitta, dopo aver ricevuto la visita degli abati cistercensi di Corazzo, della Sambucina e dello Spirito Santo di Palermo, e qui vi fu seppellito.

### Abbandono dell'abbazia
A sostituire Gioacchino a capo del monastero, fu Matteo, suo seguace, che ben presto si ritrovò a dover affrontare numerosi problemi. Nonostante tutto, i monaci con grossi sacrifici, riuscivano a mantenere intatto sia il canone di vita, sia il luogo silano. Il periodo più difficile per i Florensi, avvenne nell'anno 1214, quando a fine estate, un vasto incendio devastò il protocenobio di Iure Vetere, e tutti i suoi edifici contigui. Quest'incendio difatti, sancì la chiusura del monastero di Iure Vetere, il luogo scelto da Gioacchino nel 1189, poiché da qui a breve i monaci florensi, prenderanno una scelta radicale. Nonostante l'acquisizione di un vasto territorio donato da Enrico VI, e quindi aver acquistato in maniera indiretta prestigio e potere, le condizioni climatiche del luogo apparivano troppo difficili cosicché i monaci decisero di abbandonando per sempre il vecchio protocenobio.

### Gli scavi e il ritrovamento del sito
I resti dell'edificio, ubicati sul fondo di Jure vetere in agro di San Giovanni in Fiore, dal quale dista circa 5 km, sono stati portati alla luce in seguito agli studi preliminari condotti dall'arch. Pasquale Lopetrone, al tempo funzionario del Ministero della cultura, che nella primavera 1997 ha incoraggiato il Centro Internazionale di Studi Gioachimiti e il Comitato Nazionali per la Celebrazione dell'VIII centenario della morte dell'abate Gioacchino da Fiore a promuovere delle indagini, a fronte degli esiti delle ricerche personali da egli condotte sull'ambito di Fiore Vetere, dopo aver visionato la cresta di un muro rettilineo interrato segnalato da Luigi Biafora, allora co-proprietario del fondo. Fu così che il prof. Salvatorino Oliverio, presidente del Centro Internazionale di Studi Gioachimiti, e il prof. Cosimo Damiano Fonseca, Direttore del Comitato Scientifico del Centro Internazionali di studi Gioachimiti e rettore dell'Università della Basilicata, promossero le prime ricognizioni strumentali coinvolgendo il CNR di Potenza e in seguito anche la Scuola di Specializzazione in archeologia di Matera che, tra il 2003 e il 2005, compì delle campagne archeologiche da cui scaturirono le strutture superstiti della Proto fondazione florense.
Dopo esser stato abbandonato, il proto monastero di Jure Vetere venne per secoli dimenticato. Le sue testimonianze erano lasciate solo a racconti, divenuti con il tempo quasi leggendari, mentre le sue tracce erano completamente scomparse. Nel 1997 cominciò a ricercarlo l'arch. Pasquale Lopetrone, dopo la segnalazione relativa alla cresta di un muro affiorante, ad egli fatta dal dottor Luigi Biafora e della moglie Nicoletta Magnaghi, proprietari del terreno in cui furono poi rinvenuti i resti dell'edificio religioso. Successivamente vennero compiuti i primi accertamenti del caso e fu trasmessa segnalazione alle autorità competenti.  Dopo la localizzazione, il Comitato Nazionale per i festeggiamenti dell'8º centenario della morte dell'Abate Gioacchino da Fiore, nel 2001, attivò la prima campagna archeologica, diretta dalla Soprintendenza per i Beni Archeologici della Calabria e dalla Soprintendenza per i Beni Architettonici e Paesaggistici della Calabria,  condotta dal gruppo di ricerche dell'IBAM di Potenza, in collaborazione col Comune di S. Giovanni in Fiore e del Centro Internazionale di Studi Gioachimiti coi tecnici della Scuola di Specializzazione in Archeologia di Matera  (Università degli Studi della Basilicata) i resti della prima fondazione furono riportati alla luce, e con essi anche alcuni primi e rurali insediamenti tra il 2003 e il 2005..
Gli scavi proseguirono con altre campagne eseguite nel 2003 e nel 2005, ma non vennero terminati per mancanza di fondi. Il luogo archeologico è stato in parte abbandonato, e recintato solo nel 2009 onde evitare che pascoli e bestiame presenti in zona, potessero accedervi e recarvi qualche danno. I resti solo in parti ricoperti mentre altri sono esposti alle intemperie del luogo. Sulla scoperta archeologica, è stato redatto ed edito un volume apposito, voluto dal Comitato Nazionale per i festeggiamenti dell'8º centenario della morte dell'Abate Gioacchino da Fiore, con il patrocinio del Ministero per i Beni Culturali.

## Architettura

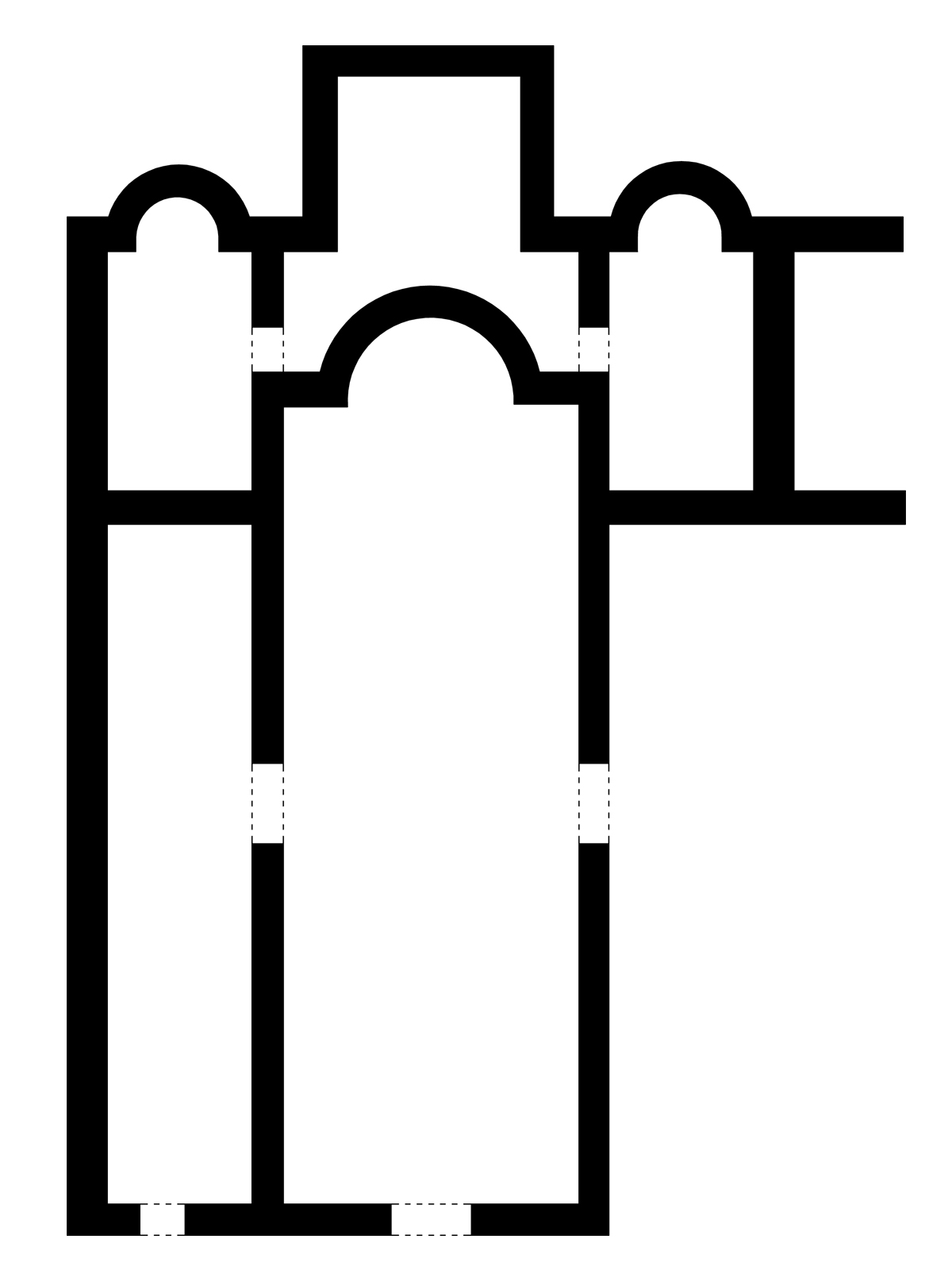
Planimetria del protocenobio di Jure Vetere- da P. Lopetrone

L'Abbazia di Fiore Vetere ha un'architettura singolare, che in qualche modo influenzerà sia lo stile della Abbazia Florense che di altre costruzioni florensi. La pianta mononavata con lo schema a cappelle laterali chiuse sarà ripreso in tutte le principali fondazioni florensi. L'abside centrale si presenta largo e piatto, mentre le absidi delle cappelle laterali sono semicircolari. Questa particolarità ha modificato il pensiero degli studiosi che, negli anni precedenti al ritrovamento del sito archeologico, hanno avallato la teoria dello sviluppo dell'architettura florense. Si pensava infatti, che lo schema primordiale dell'architettura florense fosse quello dell'Abbazia Florense, con soluzione piatta sia per l'abside centrale che per le cappelle laterali della cripta. Questo schema si sarebbe in seguito evoluto nella soluzione a tre absidi semicircolari come nello schemo riportato per l'Abbazia di Fontelaurato. Quest'ultima soluzione era sostenuta dalla riproduzione della stessa in altre fondazioni florensi successive l'abbazia di San Giovanni in Fiore.
Con il ritrovamento dell'abbazia di Fiore Vetere gli schemi evolutivi dell'architettura florense sono stati radicalmente rivisti. È probabile che Gioacchino inizialmente abbia scelto di adottare la soluzione mista che prevedeva l'uso di un'abside centrale piatto, mentre per le cappelle laterali un uso delle absidi semicircolari, ma che abbia preferito subito l'utilizzo di sole absidi semicircolari, più consoni agli schemi architettonici di quel periodo, come confermato dalla costruzione dell'abbazia di Fontelaurato (1201-1202) e della Domus di San Martino di Ioue (Tour) in Canale  (P. Lopetrone, San Martino di Giove a Canale di Pietrafitta, Tomba dell'abate Gioacchino da Fiore-Restauri 2014-2015).
Il complesso monasteriale comprendeva altri edifici a funzione del monastero stesso, quali officine, laboratori, spedali, stalle e granai. Dopo l'incendio che distrusse l'edificio, fu fatto dall'allora abate Matteo, un tentativo di ricostruzione della chiesa, come testimoniato dall'abside centrale semicircolare, più corto rispetto all'abside piatto. Questo schema viene letto come un tentativo di accorciamento della chiesa, riutilizzando i materiali recuperabili necessarie alle altre fabbriche. Nonostante ciò, il complesso badile verrà in seguito abbandonato a favore di una n uova costruzione, più grande della precedente (quasi il doppio), più solida e in un posto più mite rispetto al pianoro di Jure Vetere. I monaci, però, presero la decisione di non allontanarsi eccessivamente dal sito scelto da Gioacchino, per non abbandonare il pensiero della nascita di una nuova Nazareth. Per questo che si spostarono solo di 5 km, fondando quella che diverrà l'Abbazia Florense.